# Aktinomorfia

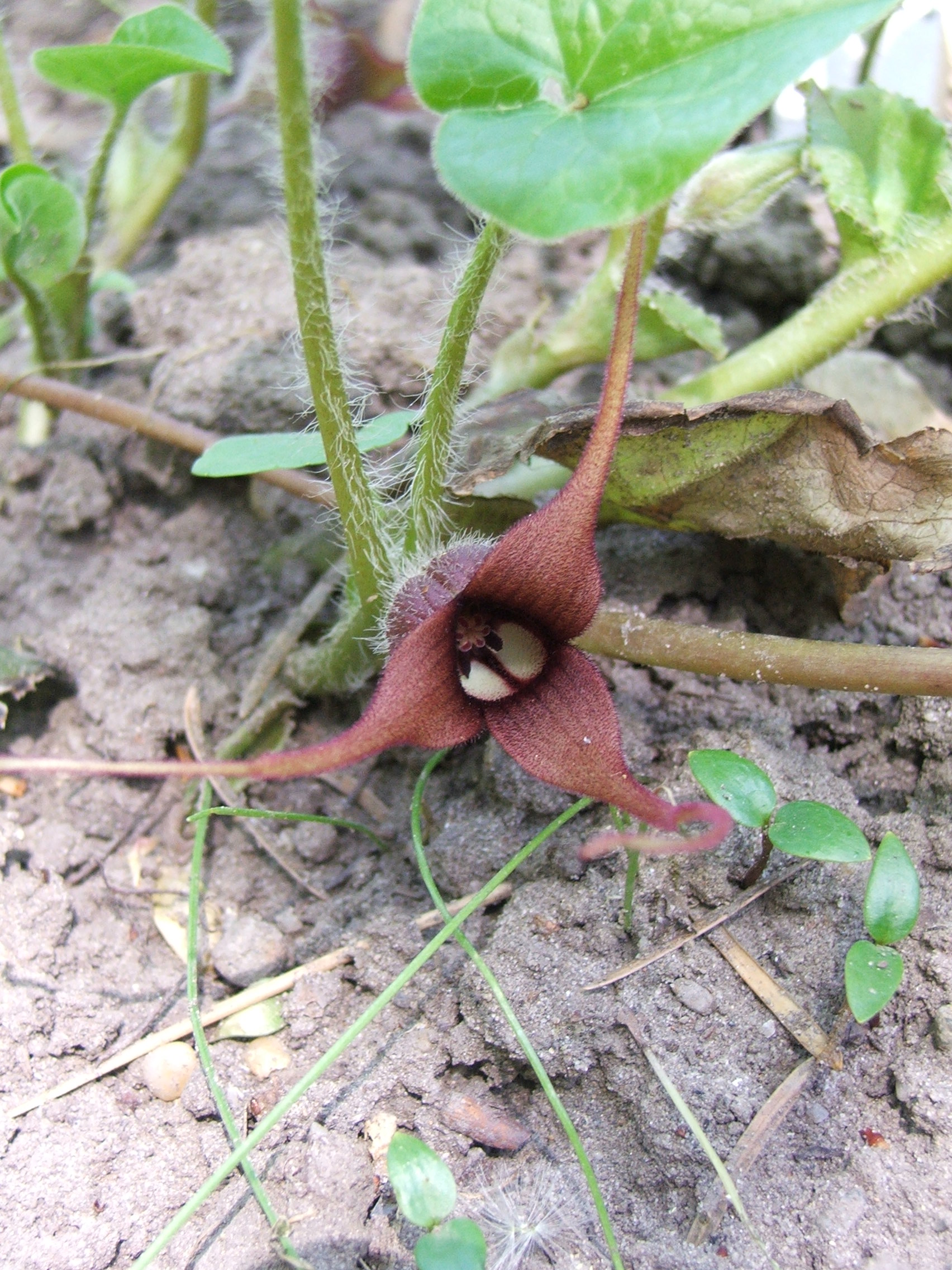
Hegyes levelű kapotnyak (Asarum caudatum) virága

Az aktinomorf kifejezést a biológiában a kettőnél több szimmetriasíkkal rendelkező, azaz sugarasan szimmetrikus szervekre használják. Jellemzően a növényrendszertanban, a virágok leírásánál használt kifejezés; fontos határozó bélyeg.
Ellentéte a zigomorf, mikor a szerv csak egyetlen szimmetriasíkkal rendelkezik.

## Példák aktinomorf növényekre

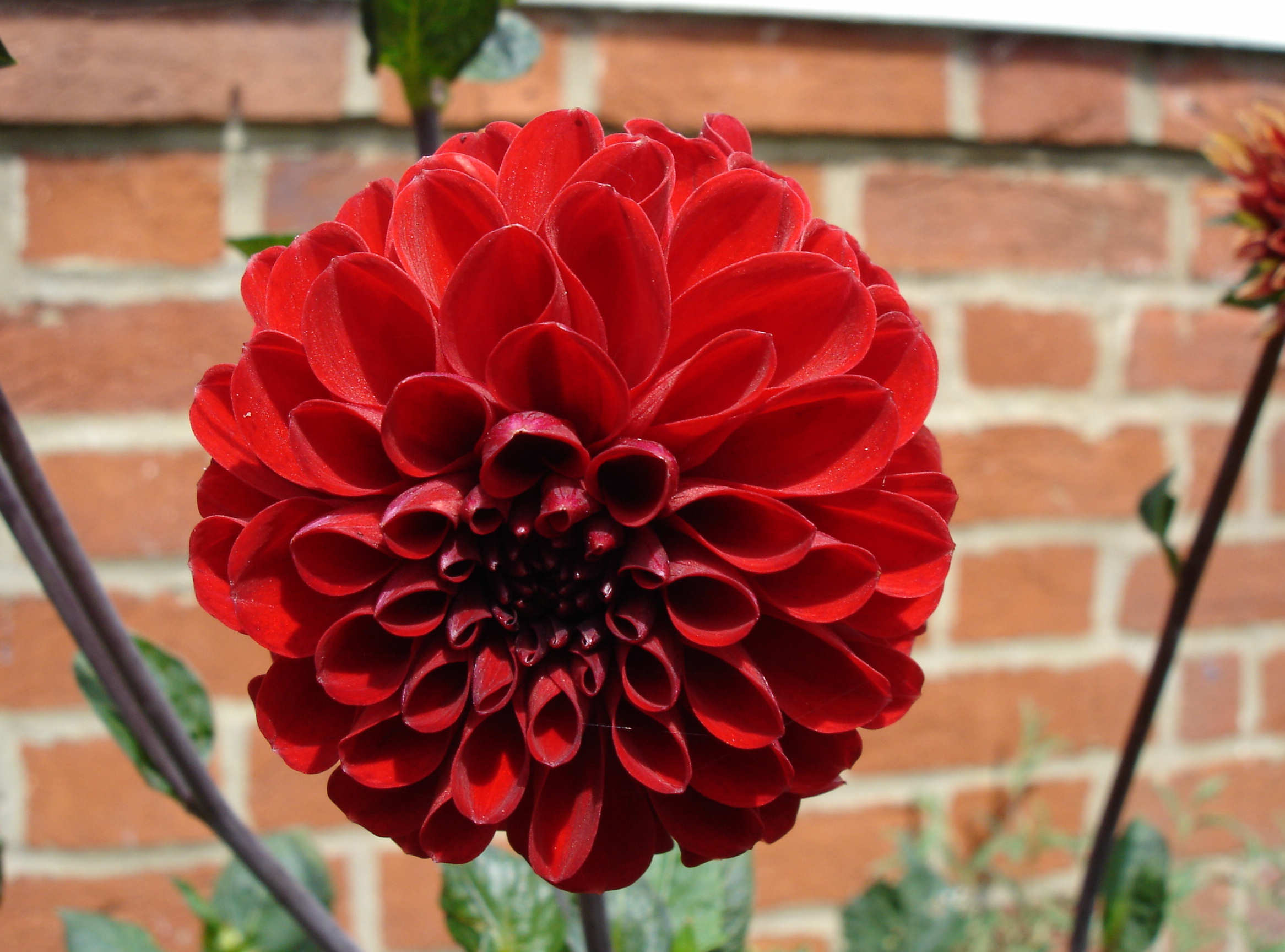
Pompom dália

- Nefelejcs
- Mezei tikszem
- DáliaPompom dália